# Come Fly With Us
Come Fly With Us är The Sinners fjärde album utgivet oktober 1993. 
"Undressed To Kill", "Heading South" och "As Lovers Should" släpptes som singlar. Det blev den enda skivan på det globala skivbolaget WEA/Warner.

## Låtlista
1. Come Fly With Us - 0:23
2. Who Are You? - 4:35
3. Heading South - 6:06
4. Reincarnation - 4:43
5. As Lovers Should - 5:26
6. Undressed To Kill - 4:32
7. Imaginary Girl - 1:58
8. Fool - 4:41
9. Blue Notes (Reflected In My Smile) - 5:33
10. Get Rid Of It - 3:12
11. It's My Turn - 5:38
12. Come Closer - 4:12
13. Love Don't Pay My Bills - 3:39

Producerad av Martin Hennel tillsammans med The Sinners.
Inspelad i Studion, Malmö. 
Alla låtar skrivna av M.Sellers, S.Köhler utom på 12, 13 där även D.Sellers var med.

## Musiker
- Sven Köhler - Sång, Tamburin
- Michael Sellers - Gitarr, Congas
- David Sellers - Bas
- Henki Van Den Born - Gitarr
- Kiddie Manzini - trummor

- Donna Cadogan, Josephine Akvama, Susanne Carstensen - Kör
- Lasse Liljegren - Keyboards
- Karl-Martin Almqvist - Saxofon på 5,9,12
- Mattis Cederberg - Trombon på 5,9,12
- Niklas Fredin - Trumpet på 5,9,12
- Cecilia Weissenrieder - Cello på 1,13
- Torbjörn Helander - Viola på 1,13
- Anna Ingvarsdottir, Stefan Pöntinen - Violin på 1,13